# Chantiers américains
Chantiers américains est un ouvrage d'André Maurois, paru d'abord dans l'hebdomadaire Marianne, dirigé par Emmanuel Berl, les 2, 9, 16, 23 et 30 août et les  6 et 13 septembre 1933, puis édité en livre, par la librairie Gallimard, en septembre 1933.

## Résumé
En partant de la narration d'un voyage que l'auteur fait à New York, en juin et juillet 1933, il aborde l'étude des États-Unis, au moment de l'élection de Roosevelt et au début de la mise en œuvre de sa politique de redressement, au travers de cinq chapitres :
- « Les ruines », une analyse des causes de la crise financière de 1929, ses causes, ses conséquences ;
- « La nouvelle équipe », une présentation du gouvernement de Roosevelt ;
- « Les actes », une présentation des actions menées par ce gouvernement ;
- « Les effets des actes ou le monde réel » ;
- « Un siècle de progrès ».